# Personaggi di Febbre d'amore
Questa voce contiene un elenco di personaggi, attuali e passati, presenti nella soap opera della CBS Febbre d'amore.

## Cast

### Cast attuale
| Attore              | Personaggio      | Durata                              |
| ------------------- | ---------------- | ----------------------------------- |
| Peter Bergman       | Jack Abbott      | 1989–presente                       |
| Eric Braeden        | Victor Newman    | 1980–presente                       |
| Sharon Case         | Sharon Newman    | 1994–presente                       |
| Sean Dominic        | Nate Hastings    | 2019-presente                       |
| Melissa Claire Egan | Chelsea Lawson   | 2011-2018, 2019-presente            |
| Hayley Erin         | Claire Grace     | 2023-presente                       |
| Billy Flynn         | Cane Ashby       | 2025–presente                       |
| Michael Graziadei   | Daniel Romalotti | 2004-2013, 2016, 2022-presente      |
| Camryn Grimes       | Mariah Copeland  | 2014–presente                       |
| Mark Grossman       | Adam Newman      | 2019-presente                       |
| Amelia Heinle       | Victoria Newman  | 2005–presente                       |
| Courtney Hope       | Sally Spectra jr | 2020-presente                       |
| Bryton James        | Devon Hamilton   | 2004–presente                       |
| Christel Khalil     | Lily Winters     | 2002-05, 2006-presente              |
| Christian LeBlanc   | Michael Baldwin  | 1991–93, 1997–presente              |
| Kate Linder         | Esther Valentine | 1982–presente                       |
| Michael Mealor      | Kyle Abbott      | 2018-presente                       |
| Joshua Morrow       | Nicholas Newman  | 1994–presente                       |
| Nathan Owens        | Holden Novak     | 2025–presente                       |
| Brytni Sarpy        | Elena Dawson     | 2019–presente                       |
| Melody Thomas Scott | Nikki Newman     | 1979–presente                       |
| Zuleyka Silver      | Audra Charles    | 2022–presente                       |
| Michelle Stafford   | Phyllis Summers  | 1994–1997, 2000–2013, 2019-presente |
| Jason Thompson      | Billy Abbott     | 2016–presente                       |
| Susan Walters       | Diane Jenkins    | 2001–2004, 2010, 2022-presente      |

### Cast ricorrente
| Attore                | Personaggio              | Durata                                               |
| --------------------- | ------------------------ | ---------------------------------------------------- |
| Lauralee Bell         | Christine Blair Williams | 1983–2006, 2010–presente                             |
| Tracey E. Bregman     | Lauren Fenmore Baldwin   | 1983–95, 2000-presente                               |
| Reylynn Caster        | Faith Newman             | 2021-presente                                        |
| Christopher Cousins   | Alan Laurent             | 2024-presente                                        |
| Michael Damian        | Danny Romalotti          | 1981-1998, 2002-2004, 2008, 2012-2013, 2022-presente |
| Eileen Davidson       | Ashley Abbott            | 1982–1988, 1999-presente                             |
| Cait Fairbanks        | Tessa Porter             | 2017-presente                                        |
| Elizabeth Hendrickson | Chloe Mitchell           | 2008-2017 2019-presente                              |
| Loren Lott            | Ana Hamilton             | 2018-2019, 2024-presente                             |
| Judah Mackey          | Connor Newman            | 2019-presente                                        |
| Beth Maitland         | Traci Abbott             | 1982–96, 2001–presente                               |
| Sienna Mercuri        | Katie Abbott             | 2016–presente                                        |
| Paxton Mishkind       | Johnny Abbott            | 2022–presente                                        |
| Mishael Morgan        | Amanda Sinclair          | 2019–presente                                        |
| Redding Munsell       | Harrison Abbott          | 2024–presente                                        |
| Lily Brooks O'Briant  | Lucy Romalotti           | 2023–presente                                        |
| Melissa Ordway        | Abby Newman              | 2013–presente                                        |
| Valarie Pettiford     | Amy Lewis                | 2024-presente                                        |
| Veronica Redd         | Mamie Johnson            | 1990-1995, 1999-2004, 2023-presente                  |
| Greg Rikaart          | Kevin Fisher             | 2003-2018, 2019-presente                             |
| Leigh-Anne Rose       | Imani Benedict           | 2021-presente                                        |
| Vincent Stalba        | Carter                   | 2025-presente                                        |
| Jess Walton           | Jill Abbott              | 1987–presente                                        |
| Alex Wilson           | Christian Newman         | 2019–presente                                        |

### Cambiamenti

#### Debutti
| Attore | Personaggio | Data | Nota |
| ------ | ----------- | ---- | ---- |
|        |             |      |      |

### Uscite
| Attore | Personaggio | Data | Nota |
| ------ | ----------- | ---- | ---- |
|        |             |      |      |

### Cast uscito di scena
| Attore                   | Personaggio                              | Durata                                                    |
| ------------------------ | ---------------------------------------- | --------------------------------------------------------- |
| Robert Ackerman          | John Harding                             | 1981                                                      |
| Wanda Acuna              | Keesha Monroe                            | 1995                                                      |
| Deborah Adair            | Jill Foster Abbott                       | 1980–83, 1986                                             |
| Robert Adamson           | Noah Newman                              | 2012-18                                                   |
| Josh Albee               | Tony Baker                               | 1979–80                                                   |
| Sarah Aldrich            | Victoria Newman                          | 1997                                                      |
| Marilyn Alex             | Molly Carter                             | 1991–93, 1995                                             |
| Beverly Archer           | Shirley Sherwood                         | 1999                                                      |
| Tina Arning              | Sasha Green                              | 1995–97, 2002                                             |
| Rod Arrants              | Steven Lassiter                          | 1987–88                                                   |
| Nina Arvesen             | Cassandra Rawlins                        | 1988–91                                                   |
| Matthew Atkinson         | Austin Travers                           | 2014–15                                                   |
| Pamela Bach              | Mari Jo Mason                            | 1994                                                      |
| Diana Barton             | Mari Jo Mason                            | 1994–96                                                   |
| Peter Barton             | Scott Grainger, Sr.                      | 1988–93                                                   |
| Ashley Bashioum          | Mackenzie Browning                       | 1999–2002, 2004–05                                        |
| William Bassett          | Pete Walker                              | 1982–83                                                   |
| Jaime Lyn Bauer          | Lorie Brooks                             | 1973–82, 1984, 2002                                       |
| Fred Beir                | Mitchell Sherman                         | 1975–80                                                   |
| Nicholas Benedict        | Michael Scott                            | 1980–81                                                   |
| Meg Bennett              | Julia Newman                             | 1980–84, 1986–87, 2002                                    |
| Frank M. Bernard         | Marc Mergeron                            | 1984, 1987–88                                             |
| Leslie Bevis             | Ruth Perkins                             | 1998–99                                                   |
| Thom Bierdz              | Phillip Chancellor III                   | 1986–89, 2004, 2009–11                                    |
| Laura Bryan Birn         | Lynne Bassett                            | 1988–2004                                                 |
| Vail Bloom               | Heather Stevens                          | 2007–10                                                   |
| Vasili Bogazianos        | Al Fenton                                | 1998–99                                                   |
| Jay Bontatibus           | Tony Viscardi                            | 1999–2000                                                 |
| Roscoe Born              | Tom Fisher                               | 2005–06, 2009                                             |
| Jeff Branson             | Ronan Malloy                             | 2010–12                                                   |
| Randy Brooks             | Nathan Hastings                          | 1992–94                                                   |
| Kimberlin Brown          | Sheila Carter                            | 1990–92, 2005-06                                          |
| Peter Brown              | Robert Laurence                          | 1981–82, 1990                                             |
| Ryan Brown               | Billy Abbott                             | 2002–03                                                   |
| Karl Bruck               | Maestro Faustch                          | 1974–82, 1984–85                                          |
| Brendan Burns            | Glenn Richards                           | 1989, 1991–93, 1995–97, 1999, 2001, 2003–06               |
| Darcy Rose Byrnes        | Abby Newman                              | 2003–08                                                   |
| Barry Cahill             | Sam Powers                               | 1974–75                                                   |
| Lisa Canning             | Adrienne Markham                         | 2004–05                                                   |
| Cathy Carricaburu        | Nancy Becker                             | 1976–78                                                   |
| Colleen Casey            | Farren Connor                            | 1985–87                                                   |
| Tricia Cast              | Nina Webster                             | 1986–2001, 2008–14                                        |
| John Cassidine           | Phillip Chancellor II                    | 1973–74                                                   |
| John Castellanos         | John Silva                               | 1989–2004                                                 |
| Loyita Chapel            | Judy Wilson                              | 1980–81                                                   |
| Colby Chester            | Michael Crawford                         | 1985–90                                                   |
| Eddie Cibrian            | Matt Clark                               | 1994–96                                                   |
| Robert Clary             | Pierre Roulland                          | 1973–74                                                   |
| Tamara Clatterbuck       | Alice Johnson                            | 1997–2000, 2003, 2005, 2018                               |
| Keith Hamilton Cobb      | Damon Porter                             | 2003–05                                                   |
| Robert Colbert           | Stuart Brooks                            | 1973–83                                                   |
| Dennis Cole              | Lance Prentiss                           | 1981–82                                                   |
| Signy Coleman            | Hope Wilson                              | 1993–97, 2000, 2002, 2008, 2010, 2012                     |
| Jessica Collins          | Avery Bailey Clark                       | 2011–15                                                   |
| Darlene Conley           | Rose DeVille                             | 1979–80, 1986–87                                          |
| Carolyn Conwell          | Marion Reeves Mary Williams              | 1977 1980–2004                                            |
| Jeanne Cooper            | Katherine Chancellor                     | 1973–2013                                                 |
| Jeff Cooper              | Derek Thurston                           | 1976                                                      |
| Michael Corbett          | David Kimble                             | 1986–91                                                   |
| Melinda Cordell          | Dorothy Stevens Madame Estelle Chavin    | 1980–82, 1993 1990–94                                     |
| Grant Cramer             | Shawn Garrett                            | 1984–86                                                   |
| Barbara Crampton         | Leanna Love                              | 1987–92, 1998–2002, 2006–07                               |
| Lee Crawford             | Sally McGuire                            | 1973–74, 1981–82                                          |
| Todd Curtis              | Skip Evans                               | 1987–91                                                   |
| Linwood Dalton           | Jared Markson                            | 1984–85                                                   |
| Candice Daly             | Veronica Landers                         | 1997–98                                                   |
| Edgar Daniels            | Sebastian Crown                          | 1980                                                      |
| Josie Davis              | Grace Turner                             | 1996–97                                                   |
| Marita De Leon           | Joani Garza                              | 1995–98                                                   |
| Lee Debroux              | John Harding                             | 1981                                                      |
| Dick DeCoit              | Ron Becker                               | 1976–78                                                   |
| Diana DeGarmo            | Angelina Veneziano                       | 2011–12                                                   |
| John Denos               | Joe Blair                                | 1983–87                                                   |
| Mark Derwin              | Adrian Hunter                            | 1989–90                                                   |
| Don Diamont              | Brad Carlton                             | 1985–96, 1998–2009                                        |
| Brenda Dickson           | Jill Foster Abbott                       | 1973–80, 1983–87                                          |
| Norma Donaldson          | Lillie Belle Barber                      | 1990–94                                                   |
| Alex Donnelley           | Diane Jenkins                            | 1982–84, 1986, 1996–2001                                  |
| Christopher Douglas      | Sean Bridges                             | 2001                                                      |
| John Driscoll            | Phillip Chancellor IV                    | 2009–11                                                   |
| Denice Duff              | Amanda Browning                          | 2001–02                                                   |
| Cindy Eilbacher          | Jody Conway April Stevens                | 1977 1979–82, 1992–94                                     |
| Chris Engen              | Adam Newman                              | 2008–09                                                   |
| John Enos III            | Bobby Marsino                            | 2003–05                                                   |
| Brenda Epperson          | Ashley Abbott                            | 1988–96                                                   |
| William Gray Espy        | Snapper Foster                           | 1973–75, 2003                                             |
| Andrea Evans             | Patty Williams                           | 1983–84                                                   |
| Michael Evans            | Col. Douglas Austin                      | 1980–85, 1987–95                                          |
| Michael Fairman          | Patrick Murphy                           | 2008–14                                                   |
| Sharon Farrell           | Florence Webster                         | 1991–96                                                   |
| Sean Patrick Flanery     | Sam Gibson                               | 2011                                                      |
| Lyndsy Fonseca           | Colleen Carlton                          | 2001–05                                                   |
| Clementine Ford          | Mackenzie Browning                       | 2009–10                                                   |
| Steven Ford              | Andy Richards                            | 1981–87, 2002–03                                          |
| Vivica A. Fox            | Stephanie Simmons                        | 1994–95                                                   |
| David "Shark" Fralick    | Larry Warton                             | 1995–96, 1999–2005                                        |
| Genie Francis            | Genevieve Atkinson                       | 2011–12                                                   |
| Adrienne Frantz          | Amber Moore                              | 2006–2010, 2013                                           |
| Sean Kanan               | Deacon Sharpe                            | 2009–2012                                                 |
| Jennifer Gareis          | Grace Turner                             | 1997–2002, 2004, 2014                                     |
| Joy Garrett              | Boobsie Caswell Austin                   | 1983–85                                                   |
| Kelly Garrison           | Rebecca Harper Hilary Lancaster          | 1990 1991–93                                              |
| Jennifer Gatti           | Keesha Monroe                            | 1995–96                                                   |
| Anthony Geary            | George Curtis                            | 1973                                                      |
| Sabryn Genet             | Tricia Dennison McNeil                   | 1997–2001                                                 |
| Amy Gibson               | Alana Anthony                            | 1985                                                      |
| John Gibson              | Jerry "Cash" Cashman                     | 1980–82                                                   |
| Robert Gibson            | David Mallory                            | 1976–78                                                   |
| Bond Gideon              | Jill Foster Abbott                       | 1980                                                      |
| Siena Goines             | Callie Rogers                            | 1998–2000                                                 |
| Ricky Paull Goldin       | Gary Dawson                              | 1999–2000                                                 |
| Justin Gorence           | Peter Garrett                            | 1995–98                                                   |
| Kelli Goss               | Courtney Sloane                          | 2013–15                                                   |
| Mckenna Grace            | Faith Newman                             | 2013–14                                                   |
| Charles H. Gray          | Bill Foster                              | 1975–76                                                   |
| Veleka Gray              | Ruby Collins Sharon Reaves               | 1983 1983–84                                              |
| Dorothy Green            | Jennifer Brooks                          | 1973–77                                                   |
| James Michael Gregary    | Clint Radison                            | 1989–91, 2009                                             |
| Stephen Gregory          | Chase Benson                             | 1988–91                                                   |
| Michael Gross            | River Baldwin                            | 2008–09                                                   |
| Bennet Guillory          | Walter Barber                            | 1992–94                                                   |
| Brett Hadley             | Carl Williams                            | 1980–91, 1998–99                                          |
| Deidre Hall              | Barbara Anderson                         | 1973–75                                                   |
| Tom Hallick              | Brad Elliot                              | 1973–78                                                   |
| Brett Halsey             | John Abbott                              | 1980–81                                                   |
| Lynne Harbaugh           | Lisa Mansfield                           | 1988–89                                                   |
| David Hasselhoff         | Snapper Foster                           | 1975–82, 2010                                             |
| Wings Hauser             | Greg Foster                              | 1977–81, 2010                                             |
| Susan Seaforth Hayes     | Joanna Manning                           | 1984–89, 2005–06, 2010                                    |
| Rick Hearst              | Matt Clark                               | 2000–01                                                   |
| Kay Heberle              | Joann Curtis                             | 1975–78                                                   |
| Elizabeth Hendrickson    | Chloe Mitchell                           | 2008–14                                                   |
| Karen Hensel             | Doris Collins                            | 1994–2003, 2005, 2009, 2011                               |
| Anthony Herrera          | Jack Curtis                              | 1975–77                                                   |
| Christopher Holder       | Kevin Bancroft                           | 1982–84                                                   |
| Randy Holland            | Rick Daros                               | 1983–84                                                   |
| Erica Hope               | Nikki Newman                             | 1978–79                                                   |
| James Houghton           | Greg Foster                              | 1973–76, 2003                                             |
| Vincent Irizarry         | David Chow                               | 2007–08                                                   |
| James Ivy                | Jeremy Ross                              | 1997                                                      |
| Gladys Jimenez           | Ramona Caceres                           | 1999–2000, 2002                                           |
| Ashley Jones             | Megan Dennison                           | 1997–2000, 2001                                           |
| Bryant Jones             | Nate Hastings                            | 1996–2002                                                 |
| Mitzi Kapture-Donahue    | Anita Hodges                             | 2002–05                                                   |
| Jennifer Karr            | Ellen Winters                            | 1986–87                                                   |
| Beau Kazer               | Brock Reynolds                           | 1974–80, 1984–86, 1990–92, 1999–2004, 2008–10, 2011, 2013 |
| Jay Kerr                 | Brian Forbes                             | 1982–83                                                   |
| Brian Kerwin             | Greg Foster                              | 1976–77                                                   |
| Andre Khabbazi           | Alec Moretti                             | 1997–98                                                   |
| Rachel Kimsey            | Mackenzie Browning                       | 2005–06                                                   |
| Heath Kizzier            | Joshua Landers                           | 1996–98                                                   |
| Lauren Koslow            | Lindsey Wells                            | 1984–86                                                   |
| Bert Kramer              | Brent Davis                              | 1984–85                                                   |
| Elizabeth Bogush         | Dr. Sandy Anderson                       | 2015-16                                                   |
| Jerry Lacy               | Jonas                                    | 1979–82                                                   |
| Joe LaDue                | Derek Thurston                           | 1977–81, 1984                                             |
| David Lago               | Raul Guittierez                          | 1999–2004, 2009                                           |
| Sal Landi                | Clint Radison                            | 1988–89                                                   |
| Jennifer Landon          | Heather Stevens                          | 2012                                                      |
| Greg Lauren              | Brett Nelson                             | 1998–99                                                   |
| John Phillip Law         | Dr. Jim Grainger                         | 1989                                                      |
| Russell Lawrence         | Matt Clark                               | 2000                                                      |
| Adam Lazarre-White       | Nathan Hastings                          | 1994–96, 2000                                             |
| Jennifer Leak            | Gwen Sherman                             | 1974-75                                                   |
| Roberta Leighton         | Casey Reed                               | 1978–81, 1984–89, 1998                                    |
| Adrianne Leon            | Colleen Carlton                          | 2006–07                                                   |
| Terry Lester             | Jack Abbott                              | 1980–89                                                   |
| Tom Ligon                | Lucas Prentiss                           | 1977–82                                                   |
| Eva Longoria             | Isabella Braña Williams                  | 2001–03                                                   |
| William Long, Jr.        | Wayne Stevens                            | 1980–82                                                   |
| Rianna Loving            | Rianna Miner                             | 1999–2000                                                 |
| Heather Lowe             | Cynthia Harris                           | 1977–78                                                   |
| Thad Luckinbill          | J.T. Hellstrom                           | 1999–2010                                                 |
| Aaron Lustig             | Timothy Reid                             | 1996–97, 2002, 2012                                       |
| Janice Lynde             | Leslie Brooks                            | 1973–97                                                   |
| Ryan MacDonald           | Robert Haskell                           | 1989–90                                                   |
| Victoria Mallory         | Leslie Brooks                            | 1977–82, 1984                                             |
| Eva Marcille             | Tyra Hamilton                            | 2008–09                                                   |
| John H. Martin           | Frederick Hodges                         | 2002–05                                                   |
| Margaret Mason           | Eve Howard                               | 1980–84, 1993                                             |
| Brian Matthews           | Eric Garrison                            | 1983–85                                                   |
| Julianna McCarthy        | Liz Foster                               | 1973–86, 1993, 2003–04, 2008, 2010                        |
| Cady McClain             | Kelly Andrews                            | 2014–15                                                   |
| Leigh McCloskey          | Kurt Costner                             | 1996–97, 2013                                             |
| Tom McConnell            | Shawn Garrett                            | 1984                                                      |
| John McCook              | Lance Prentiss                           | 1976–80                                                   |
| Darius McCrary           | Malcolm Winters                          | 2009–11                                                   |
| Howard McGillin          | Greg Foster                              | 1981–82                                                   |
| Dorothy McGuire          | Cora Miller                              | 1984                                                      |
| Jim McMullan             | Brent Davis                              | 1984                                                      |
| Terrence McNally         | Robert Lynch                             | 1993–94                                                   |
| Raya Meddine             | Sabrina Costelana Newman                 | 2008–10                                                   |
| Tracy Lindsey Melchior   | Veronica Landers                         | 1996–97                                                   |
| Ernestine Mercer         | Millie Johnson                           | 1997–2000                                                 |
| Freeman Michaels         | Drake Belson                             | 1995–96                                                   |
| Jeanna Michaels          | Karen Richards                           | 1981–82                                                   |
| Kerry Leigh Michaels     | Faren Connor                             | 1991                                                      |
| Billy Miller             | Billy Abbott                             | 2008–14                                                   |
| William Mims             | Sam Powers                               | 1973                                                      |
| Victor Mohica            | Felipe Ramirez                           | 1980–81                                                   |
| Philip Moon              | Keemo Volien Abbott                      | 1994–96                                                   |
| Shemar Moore             | Malcolm Winters                          | 1994–2002, 2004–05                                        |
| Chene Lawson             | Yolanda Hamilton                         | 2005–2006, 2023, 2024                                     |
| Debbi Morgan             | Yolanda Hamilton                         | 2011–12                                                   |
| Melissa Morgan           | Brittany Norman                          | 1988–90                                                   |
| Julianne Morris          | Amy Wilson                               | 1994–96, 2014                                             |
| Phil Morris              | Tyrone Jackson                           | 1984–86                                                   |
| Michael Muhney           | Adam Newman                              | 2009–14                                                   |
| Sandra Nelson            | Phyllis Summers                          | 1997–99                                                   |
| Lee Nicholl              | Sven Peterson                            | 1985–86                                                   |
| Stephen Nichols          | Tucker McCall                            | 2010-13                                                   |
| Emily O'Brien            | Jana Hawkes                              | 2006–11                                                   |
| John O'Hurley            | Dr. Jim Grainger                         | 1989–90                                                   |
| Ken Olandt               | Derek Stuart                             | 1989                                                      |
| Scott Palmer             | Tim Sullivan                             | 1983–89                                                   |
| Peter Parros             | Leo Baines                               | 1986–87                                                   |
| Robert Parucha           | Matt Miller                              | 1985–87, 2003                                             |
| Nia Peeples              | Karen Taylor                             | 2007–09                                                   |
| Anthony Pena             | Miguel Rodriguez                         | 1984–2005                                                 |
| Brock Peters             | Frank Lewis                              | 1982–85                                                   |
| Devon Pierce             | Diane Westin                             | 1990–91                                                   |
| Drew Pillsbury           | David Kimble                             | 1986                                                      |
| Eyal Podell              | Adrian Korbel                            | 2006–08                                                   |
| Peter Porte              | Ricky Williams                           | 2011–12                                                   |
| Monica Potter            | Sharon Collins                           | 1994                                                      |
| Nathan Purdee            | Nathan Hastings                          | 1985–92                                                   |
| Daniel Quinn             | Ralph Hunnicutt                          | 2002                                                      |
| Francesco Quinn          | Tomas Del Cerro                          | 1999–2001                                                 |
| Marisa Ramirez           | Carmen Mesta Ines Vargas                 | 2006–07 2007                                              |
| Logan Ramsey             | Joseph Anthony                           | 1984–85                                                   |
| Margueritte Ray          | Mamie Johnson                            | 1980–90                                                   |
| Alex Rebar               | Vince Holliday                           | 1979–80, 1986–87                                          |
| Quinn Redeker            | Nicholas Reed Joseph Thomas Rex Sterling | 1979 1979–80 1987–94, 2004                                |
| Blair Redford            | Scott Grainger, Jr.                      | 2005–06                                                   |
| Marianne Rees            | Mai Volien                               | 1994–96                                                   |
| Scott Reeves             | Ryan McNeil                              | 1991–2001                                                 |
| Donnelly Rhodes          | Phillip Chancellor II                    | 1974–75                                                   |
| David Richards           | Sid Garber                               | 1996–98, 2000                                             |
| Lynne Topping Richter    | Chris Brooks Foster                      | 1978–82                                                   |
| Eden Riegel              | Heather Stevens                          | 2010–11                                                   |
| Deanna Robbins           | Cindy Lake                               | 1982–83                                                   |
| Alexia Robinson          | Alex Perez                               | 2000–02                                                   |
| Victoria Rowell          | Drucilla Winters                         | 1990–98, 2000, 2002–07                                    |
| David Lee Russek         | Sean Bridges                             | 2001–02                                                   |
| Deanna Russo             | Logan Armstrong                          | 2007                                                      |
| Jodean Russo             | Regina Henderson                         | 1975–76                                                   |
| William Russ             | Tucker McCall                            | 2009–10                                                   |
| Marcy Rylan              | Abby Newman                              | 2010–13                                                   |
| Henry G. Sanders         | Walter Barber                            | 1990–91                                                   |
| Lanna Saunders           | Betty Andrews                            | 1974–75                                                   |
| Lori Saunders            | Cynthia Harris                           | 1977                                                      |
| Hartley Sawyer           | Kyle Abbott                              | 2013–14                                                   |
| Beth Scheffel            | Barbara Ann Harding                      | 1981–82                                                   |
| Kevin Schmidt            | Noah Newman                              | 2008–2010, 2011, 2012                                     |
| Robin Scott              | Amy Wilson                               | 1994                                                      |
| Nick Scotti              | Tony Viscardi                            | 1996–99                                                   |
| Tom Selleck              | Jed Andrews                              | 1974–75                                                   |
| Diego Serrano            | Diego Guittierez                         | 2001–02                                                   |
| Scott Seymour            | Billy Abbott                             | 2006                                                      |
| Shari Shattuck           | Ashley Abbott                            | 1996–99                                                   |
| John Shearin             | Evan Sanderson                           | 1986–87                                                   |
| Mary Sheldon             | Nancy "Nan" Nolan                        | 1989–90                                                   |
| Davetta Sherwood         | Lily Winters                             | 2006                                                      |
| Ruth Silvera             | Shirley Haskell                          | 1989–90                                                   |
| Marc Singer              | Chet Delancy                             | 1999                                                      |
| Pamela Peters Solow      | Peggy Brooks                             | 1973–81, 1984                                             |
| Jon St. Elwood           | Jazz Jackson                             | 1983–86                                                   |
| Gina Tognoni             | Phyllis Summers                          | 2014–19                                                   |
| Jack Stauffer            | Scott Adams                              | 1978–79                                                   |
| Eric Steinberg           | Ji Min Kim                               | 2006–07                                                   |
| Dawn Stern               | Vanessa Lerner                           | 2003–04                                                   |
| Lilibet Stern            | Patty Williams                           | 1980–83                                                   |
| K. T. Stevens            | Vanessa Prentiss                         | 1976–81                                                   |
| Paul Stevens             | Bruce Henderson                          | 1975–76                                                   |
| Trish Stewart            | Chris Brooks Foster                      | 1973–78, 1984                                             |
| Caleb Stoddard           | Derek Thurston                           | 1976                                                      |
| Jim Storm                | Neil Fenmore                             | 1983–86                                                   |
| Rebecca Street           | Jessica Blair Grainger                   | 1988–89                                                   |
| Maxine Stuart            | Margaret Dugan                           | 1993, 1996                                                |
| Elizabeth Sung           | Luan Volien Abbott                       | 1994–96                                                   |
| Tammin Sursok            | Colleen Carlton                          | 2007–09                                                   |
| Mark Tapscott            | Earl Bancroft                            | 1982–83                                                   |
| Joseph Taylor            | Tony DiSalvo                             | 1982–83                                                   |
| Josh Taylor              | Jed Sanders                              | 1993–1994                                                 |
| Tammy Taylor             | Patty Williams                           | 1980                                                      |
| Christopher Templeton    | Carol Robbins Evans                      | 1983–93                                                   |
| Michelle Thomas          | Callie Rogers                            | 1998                                                      |
| Gordon Thomson           | Patrick Baker                            | 1997–98                                                   |
| Michael E. Knight        | Simon Neville                            | 2015–2016                                                 |
| Alexis Thorpe            | Rianna Miner                             | 2000–02                                                   |
| Jeffrey Christopher Todd | Tobias Gray                              | 2014–15                                                   |
| David Tom                | Billy Abbott                             | 1999–2002, 2014                                           |
| Heather Tom              | Victoria Newman                          | 1991–2003                                                 |
| Brandi Tucker            | Karen Becker                             | 1976–78                                                   |
| Michael Tylo             | Blade Bladeson Rick Bladeson             | 1992–95 1994–95                                           |
| Joan Van Ark             | Gloria Bardwell                          | 2004–05                                                   |
| Granville Van Dusen      | Keith Dennison                           | 1997–2001                                                 |
| Vincent Van Patten       | Christian Page                           | 2000                                                      |
| Greg Vaughan             | Diego Guittierez                         | 2002–03                                                   |
| Paul Walker              | Brandon Collins                          | 1992–93                                                   |
| Billy Warlock            | Ben Hollander                            | 2007–08                                                   |
| Ben Watkins              | Wesley Carter                            | 2002–04                                                   |
| Cynthia Watros           | Kelly Andrews                            | 2013–14                                                   |
| Patty Weaver             | Gina Roma                                | 1982–2009, 2013                                           |
| Maura West               | Diane Jenkins                            | 2010–11                                                   |
| Ellen Weston             | Suzanne Lynch                            | 1978–80                                                   |
| Redaric Williams         | Tyler Michaelson                         | 2012–14                                                   |
| Stephanie E. Williams    | Amy Peters Lewis                         | 1983–88, 1990                                             |
| Tonya Lee Williams       | Olivia Winters                           | 1990–2005, 2007–11                                        |
| David Winn               | Steven Williams                          | 1980–81                                                   |
| William Wintersole       | Mitchell Sherman                         | 1986–96, 1998, 2003, 2008–09, 2011                        |
| Gregory Wolcott          | Ralph Olson                              | 1975–77                                                   |
| Janet Wood               | April Stevens                            | 1979                                                      |
| Lynn Wood                | Alison Bancroft                          | 1982–84                                                   |
| Mishael Morgan           | Hilary Curtis                            | 2013-18                                                   |
| Greg Wrangler            | Steve Connelly                           | 1992–96, 1999, 2001, 2009                                 |
| Julia D'Arcy Badinger    | Ashley Abbott                            | 2018                                                      |
| Steve Burton             | Dylan McAvoy                             | 2013-17                                                   |
| Lachlan Buchanan         | Kyle Abbott                              | 2015-16                                                   |
| Burgess Jenkins          | Billy Abbott                             | 2014-16                                                   |
| Justin Hartley           | Adam Newman                              | 2014-16                                                   |
| Greg Rikaart             | Kevin Fisher                             | 2003-17                                                   |
| Scott Elrod              | Joe Clark                                | 2014-15                                                   |
| Kelly Sullivan           | Sage Warner                              | 2014-16                                                   |
| Sean Carrigan            | Stitch Rayburn                           | 2013-17                                                   |
| Max Ehrich               | Fenmore Baldwin                          | 2012-15                                                   |
| Stacy Haiduk             | Patty Williams                           | 2009-12, 2015-16                                          |
| Miles Gaston Villanueva  | Luca Santori                             | 2015-16                                                   |
| Ted Shackelford          | Jeffrey Bardwell                         | 2006-15                                                   |
| McKenna Roberts          | Matilda Ashby                            | 2013-17                                                   |
| Marla Adams              | Dina Abbott Mergeron                     | 1983-1986, 1991, 1996, 2008, 2017-2020                    |
| Jordi Vilasuso           | Rey Rosales                              | 2018- 2022                                                |
| Noah Alexander Gerry     | Charlie Ashby                            | 2017-2019                                                 |
| Sasha Calle              | Lola Rosales                             | 2018-2021                                                 |
| Lexie Stevenson          | Mattie Ashby                             | 2017-2019                                                 |
| Noemi Gonzales           | Mia Rosales                              | 2018-2019                                                 |
| Jason Canela             | Arturo Rosales                           | 2018-2019                                                 |
| Daniel Goddard           | Cane Ashby                               | 2007-2019                                                 |
| Loren Lott               | Ana Hamilton                             | 2018-2019                                                 |
| Hunter King              | Summer Newman                            | 2012-2022                                                 |
| Allison Lanier           | Summer Newman                            | 2022–2025                                                 |
| Alice Hunter             | Kerry Johnson                            | 2018-2019                                                 |
| Brooks Darnell           | Nate Hastings                            | 2018-2019                                                 |
| Robert Newman            | Ashland Locke                            | 2022                                                      |
| Catherine Bach           | Anita Lawson                             | 2012-2018, 2019                                           |
| Kelly Kruger             | Mackenzie Browning                       | 2002–2003, 2018-2019                                      |
| Doug Davidson            | Paul Williams                            | 1978-2020                                                 |
| Judith Chapman           | Gloria Abbott Bardwell                   | 2005-2023                                                 |
| Lauren Woodland          | Brittany Hodges                          | 2000-2005, 2018-2021                                      |
| Angell Conwell           | Leslie Michaelson                        | 2010-2017, 2019                                           |
| Jerry Douglas            | John Abbott                              | 1982–2013, 2015–2019                                      |
| Alyvia Alyn Lind         | Faith Newman                             | 2011–2013, 2014-2021                                      |
| Chris L. McKenna         | Mark Harding                             | 2014–2015                                                 |
| Shanica Knowles          | Simone                                   | 2018                                                      |
| Camryn Hamm              | Shauna Nelson                            | 2018                                                      |
| Robert Gant              | David Sherman                            | 2013-2017                                                 |
| Tristan Rogers           | Colin Atkinson                           | 2010–2012, 2014–2017, 2019                                |
| Margarita Franco         | Mrs. Martinez                            | 2016–2017                                                 |
| Abhi Sinha               | Ravi Shapur                              | 2016–2018                                                 |
| Zach Tinker              | Fenmore Baldwin                          | 2018–2019, 2023                                           |
| Colleen Zenk             | Jordan Howard                            | 2023–2025                                                 |
| J. Eddie Peck            | Cole Howard                              | 1992-1999, 2023-2025                                      |
| Linden Ashby             | Cameron Kirsten                          | 2003–2004, 2023-2025                                      |
| Ray Wise                 | Ian Ward                                 | 2014-2016, 2024–2025                                      |
| Rory Gibson              | Noah Newman                              | 2021-2023                                                 |
| Kelsey Wang              | Allie Abbott Nguyen                      | 2022-2023                                                 |
| Jai Rodriguez            | Pietro                                   | 2025                                                      |
| Jermaine Rivers          | Damian Kane                              | 2025                                                      |
| Conner Floyd             | Chance Chancellor                        | 2021-2025                                                 |

### Membri del cast deceduti
| Attori                | Ruoli                    | Data di morte    |
| --------------------- | ------------------------ | ---------------- |
| John Gibson           | Jerry "Cash" Cashman     | 17 maggio 1986   |
| Karl Bruck            | Maestro Ernesto Faustche | 21 aprile 1987   |
| Hugh McPhillips       | Andre (#4)               | 31 ottobre 1990  |
| Joy Garrett           | Boobsie Caswell Austin   | 11 febbraio 1993 |
| Norma Donaldson       | Lillie Belle Barber      | 22 novembre 1994 |
| Michelle Thomas       | Callie Rogers            | 23 dicembre 1998 |
| Margaret Mason        | Eve Howard               | 26 marzo 1999    |
| Logan Ramsey          | Joseph Anthony           | 26 giugno 2000   |
| Terry Lester          | Jack Abbott (#1)         | 28 novembre 2003 |
| Elizabeth Harrower    | Charlotte Ramsey         | 10 dicembre 2003 |
| Candice Daly          | Veronica Landers         | 14 dicembre 2004 |
| Brock Peters          | Frank Lewis              | 23 agosto 2005   |
| Darlene Conley        | Rose DeVille             | 14 gennaio 2007  |
| Lanna Saunders        | Betty Andrews            | 10 marzo 2007    |
| Michael Evans         | Col. Douglas Austin      | 4 settembre 2007 |
| Dorothy Green         | Jennifer Brooks          | 8 maggio 2008    |
| John Phillip Law      | Dr. Jim Grainger         | 13 maggio 2008   |
| Dennis Cole           | Lance Prentiss           | 15 novembre 2009 |
| Christopher Templeton | Carol Robbins Evans      | 15 febbraio 2011 |
| Ernestine Mercer      | Mildred "Millie" Johnson | 27 maggio 2011   |
| Anthony Herrera       | Jack Curtis              | 21 giugno 2011   |
| Francesco Quinn       | Tomas Del Cerro          | 5 agosto 2011    |
| Jeanne Cooper         | Katherine Chancellor     | 8 maggio 2013    |
| Paul Walker           | Brandon Collins          | 30 novembre 2013 |
| Kristoff St. John     | Neil Winters             | 3 febbraio 2019  |